# Jaël
Jaël oder Yael (hebräisch יָעֵל, „Steinbock“) ist eine biblische Gestalt.

## Biblische Gestalt

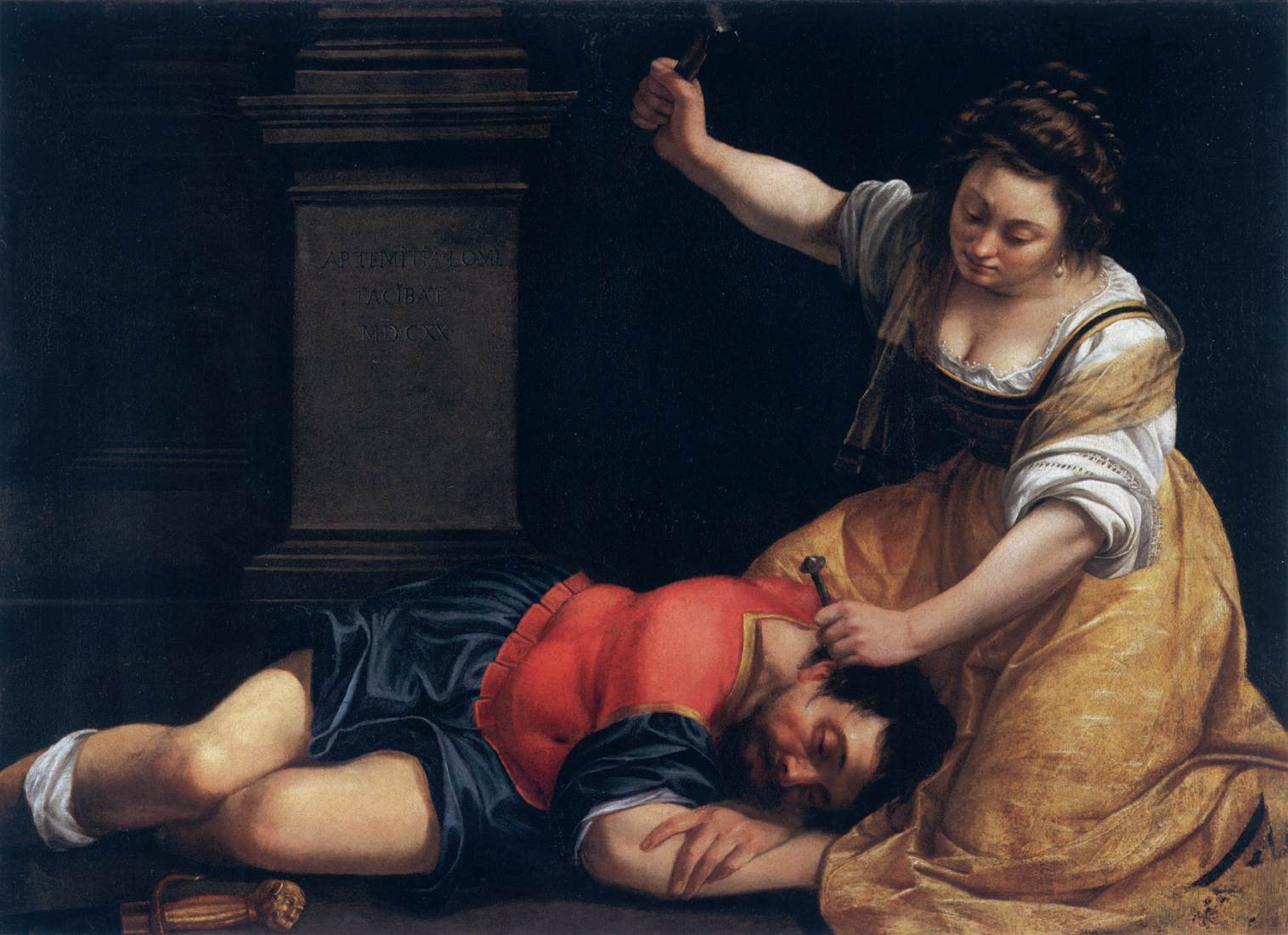
Jaël und Sisara (1620) von Artemisia Gentileschi

Die biblische Erzählung im Buch der Richter berichtet von Jaël, der Frau des Keniters Heber (Ri 4,11 ): Sie tötete laut Ri 4,17–24  einen Feind des Volkes Israel, den kanaanitischen Feldherren Sisera aus Hazor. Er hatte sich nach einer verlorenen Schlacht gegen den Israeliten Barak und die Richterin Debora in das Zelt Hebers geflüchtet. Dort deckte Jaël ihn mit einem Teppich zu (vorgeblich um ihn zu verstecken) und trieb ihm dann mit einem Schmiedehammer einen Zeltpflock durch die Schläfe.
Die Prophetin Debora hatte die Tat vorhergesagt, und sie rühmt Jaël im Deborahlied. Es gilt als eine der ältesten erhaltenen Dichtungen im Alten Testament. In dem Lied wird Jaël als Heldin für das Volk Israel gesehen (Ri 5,24–31 ). Wie Maria, die Mutter Jesu, bekommt sie ein Magnifikat (Lobgesang): „Gepriesen sei Jaël unter den Frauen“ (Vers 24). Durch ihre Tat verschaffte Jaël dem Volk Israel vierzig Jahre Frieden; sie liebte den Herrn Israels und wird mit der aufgehenden Sonne und ihrer Kraft verglichen (Vers 31).
Genau genommen handelte es sich bei der Tat der Jaël jedoch um einen Verrat und einen Bruch des Gastrechts, denn ihr Mann Heber hatte sich mit Jabin, dem kanaanitischen König von Hazor, bereits im Frieden befunden.
Die Gestalt der Jaël erscheint auch in bildlichen Darstellungen der Neun Guten Heldinnen, sie ist in dieser ikonografischen Reihe eine Vertreterin des Judentums. Dies entspricht auch der zitierten Talmudstelle, wo die Lobpreisung „unter (von oder vor) allen Frauen im Zelt sei sie gepriesen“ gedeutet wird, es seien mit „den Frauen im Zelt“ die Erzfrauen Sarah, Rebekka, Rachel und Lea gemeint.